# Pádraig Faulkner
Pádraig Faulkner (Dundalk, 12 maart 1918 – Drogheda, 1 juni 2012) was een Iers politicus, actief als lid van de Fianna Fáil.

## Minister
Faulkner kreeg zijn opleiding als leraar in Dundalk CBS, alsook bij het St Patrick's College of Education in Dublin. In 1957 werd hij een eerste maal verkozen als Teachta Dálain de Dáil Éireann, lid van het Ierse lagerhuis waar hij bleef zetelen tot in 1987.
Tijdens die periode bekleedde hij verscheidene ministerposten in de regeringen van Jack Lynch en Charles Haughey.
- 1965-1968 Parliamentary Secretary bij de minister van Gaeltacht
- 1968-1969 Minister van landbouw en Gaeltacht
- 1969-1973 Minister van onderwijs
- 1977-1979 Minister van post, telegrafie, toerisme en transport
- 1979-1980 Minister van defensie

Van 1980 tot 1981 was hij Ceann Comhairle, de voorzitter van lagerhuis. Van 1984 tot 1990 was hij lid van de Raad van State van Ierland.

- International Standard Name Identifier: 0000 0000 4042 3498
- Library of Congress Control Number: n2006044719
- Virtual International Authority File: 24026925
- WorldCat: E39PBJrrx8yK8GBchQGf9tTWDq